# Частная охранная деятельность в Финляндии
Частная охранная деятельность в Финляндии — это оказание на возмездной договорной основе услуг по охране собственности, защите неприкосновенности личности, а также выявлению и предотвращению правонарушений, осуществляемое охранными предприятиями (фин. vartioimisliike), имеющими лицензию Министерства внутренних дел Финляндии.
Право на ведение охранной деятельности предоставляется только юридическим лицам, получившим соответствующее разрешение (фин. vartioimisliikelupa). Охранником может быть только лицо, работающее по трудовому договору в таком предприятии, имеющее действующее разрешение на работу охранником, прошедшее установленную законом профессиональную подготовку и одетое в форму охранника.
Основным нормативным актом, регулирующим сферу, является Закон о частных охранных услугах (фин. Laki yksityisistä turvallisuuspalveluista, 1085/2015), вступивший в силу 1 января 2017 года. Цель закона обеспечение качества и надёжности частных охранных услуг, а также развитие сотрудничества между охранными предприятиями и государственными органами. Кроме того, деятельность регулируется постановлениями Государственного совета и приказами Министерства внутренних дел.
Закон прямо запрещает охранным предприятиям принимать на себя обязательства по обеспечению общественного порядка и безопасности на открытых для публики территориях. Такие функции могут выполняться только назначенными полицией контролёрами правопорядка, работающими в охранных предприятиях и имеющими соответствующее разрешение.

## Принципы работы
Охранная деятельность должна вестись добросовестно, беспристрастно и с учётом интересов сторон. При выполнении задач нельзя причинять больший вред, чем это необходимо для достижения цели, и вмешательство в права граждан должно быть минимальным. Все действия охранника должны быть соразмерны срочности, важности задачи и общей ситуации.
О причинах применения мер охранник обязан незамедлительно уведомить лицо, в отношении которого они были применены, либо его представителя.

### Договор на выполнение охранных услуг
Договор на выполнение охранных услуг представляет собой документ, который охранное предприятие заключает с заказчиком охранных услуг. Согласно закону, договор должен содержать как минимум следующие сведения: имя и адрес заказчика, имя и адрес охранного предприятия, охранные задачи, к которым относится договор, территории и объекты, которых касается договор, вознаграждение за выполнение задания и порядок его определения, а также дату начала и срок действия.
Договор на выполнение охранных услуг может заключаться в отношении следующих видов охранной деятельности: охрана имущества, обеспечение неприкосновенности личности, выявление правонарушений, направленных против охраняемого объекта или заказчика, а также поддержание общественного порядка, при котором для выполнения задания должен быть назначен контролёр правопорядка.

### Лицензии на охранную деятельность
В Финляндии охранная деятельность может осуществляться только организациями, имеющими действующую лицензию на ведение охранного бизнеса, выдаваемую Министерством внутренних дел. По состоянию на 2009 год в стране насчитывалось около 190 действующих неограниченных лицензий и около 31 ограниченной лицензии.
Осуществление охранных функций или заключение договора на оказание охранных услуг без соответствующей лицензии квалифицируется как нарушение правил охранной деятельности (фин. vartioimisliikerikos) и наказывается штрафом либо лишением свободы сроком до шести месяцев.

## Охранник
Охранник (фин. vartija) — гражданское лицо, работающее по трудовому договору в охранном предприятии, имеющем лицензию на осуществление охранной деятельности, выданную Министерством внутренних дел Финляндии. Охранник осуществляет охрану собственности или неприкосновенности личности, защищает объекты от внешних угроз либо выполняет иные задачи, определённые в договоре поручения между охранным предприятием и заказчиком. Он обязан быть одет в форму охранника, пройти необходимую профессиональную подготовку и получить официальное разрешение на работу охранником. Сотрудники полиции, таможенной службы или Пограничной охраны Финляндии не имеют права работать охранниками или участвовать в деятельности охранных предприятий. Осуществление охранной деятельности или заключение договора поручения без лицензии Министерства внутренних дел рассматривается как уголовно наказуемое деяние и влечёт штраф либо лишение свободы сроком до шести месяцев.
Правовую основу охранной деятельности в Финляндии составляет Закон о частных охранных услугах (282/2002). Кроме того, деятельность регулируется постановлениями и приказами, включая Постановление Государственного совета о частных охранных услугах (534/2002), Постановление Государственного совета о консультативном совете по вопросам охранной деятельности (285/2002), приказы Министерства внутренних дел о подготовке ответственного руководителя охранного предприятия и охранников (780/2002), о специальной подготовке по применению силы (780/2002), о применении служебных собак при охранной и контрольно-пропускной деятельности (782/2002), Закон о контролёрах правопорядка (фин. järjestyksenvalvoja), 533/1999, приказ о знаках отличия контролёров правопорядка (848/2003) и Закон о порядке (612/2003).

### Задачи охранника
Согласно законодательству, к охранной деятельности относятся: охрана имущества, защита неприкосновенности личности, выявление правонарушений в отношении охраняемого объекта или заказчика, а также контроль за выполнением этих функций.
На практике охранники могут выполнять следующие виды задач:
- Постовая охрана (фин. paikallisvartiointi) — охрана объекта на постоянном посту.
- Патрульная охрана (фин. piirivartiointi) — охрана нескольких объектов с патрулированием между ними; может включать реагирование на сигналы тревоги.
- Охрана в торговых точках (фин. myymälävartija) — включая работу в гражданской одежде при соблюдении определённых условий.
- Пожарно-сторожевые функции (фин. palo‑ ja tulityövartiointi)
- Досмотр и проверка — например, в судах или аэропортах. (фин. turvatarkastus, henkilötarkastus)
- Операторы центров наблюдения и тревожных сигналов, приём и регистрация посетителей, охрана и контроль на объектах особой важности (в том числе атомных электростанций и метрополитена), личная охрана, инкассация, задачи, схожие с обеспечением общественного порядка, выявление преступлений, контроль автотранспорта и пассажиропотоков.
- Служба «пожарный-охранник»  (фин. suojelumies)— совмещает функции пожарного и охранника, включая проверки огнетушителей, обслуживание дыхательных аппаратов, организацию противопожарных учений и выполнение задач по гражданской защите. Для работы требуется как подготовка охранника, так и пожарная квалификация, а также пригодность к работе в дымо- и химзащитном снаряжении.

В некоторых случаях охранная деятельность включает дополнительные обязанности, например, базовое техническое обслуживание зданий или участие в производственных процессах.
Отдельные виды охранных функций регулируются специальными законами. Так, досмотр в судах требует отдельного согласования с полицией, но не обязательно наличие статуса охранника.

## Контролёр правопорядка
Контролёр правопорядка (фин. järjestyksenvalvoja, JV) — в соответствии с законодательством Финляндии, лицо, задачей которого является контроль за общественным порядком и безопасностью, а также предотвращение правонарушений и несчастных случаев в пределах закреплённой за ним территории. 

#### Контролёр правопорядка, назначенный в помощь полиции и Пограничной охране
Контролёр правопорядка, назначенный в помощь полиции и Пограничной охране (фин. Poliisin ja rajavartiolaitoksen avuksi asetettu järjestyksenvalvoja, PRJV, PORA-JV )  — это контролёр правопорядка, специально уполномоченный оказывать содействие органам полиции или Пограничной охране Финляндии в обеспечении общественного порядка и безопасности в определённых законом случаях. Такие контролёры назначаются в тех ситуациях, когда поддержание порядка и безопасности иными способами не представляется целесообразным и существует обоснованная необходимость в привлечении дополнительного персонала.
Назначение контролёров правопорядка в помощь полиции или Пограничной охране возможно при условии выдачи разрешения полицейским управлением по месту нахождения объекта, территории либо пункта отправления транспортного средства. Разрешение может быть выдано для несения службы:
1. в учреждении здравоохранения или социального обслуживания (за исключением школ-интернатов и детских домов) по заявлению владельца учреждения.
2. в отделении Пенсионного фонда Финляндии по его заявлению.
3. в службе занятости по её заявлению.
4. в торговом центре по заявлению его владельца.
5. на транспортной станции по заявлению её владельца.
6. в порту по заявлению администрации порта.
7. в аэропорту по заявлению администрации аэропорта.
8. в транспортном средстве общественного сообщения по заявлению его владельца.
9. в центре приёма и размещения лиц, ходатайствующих о международной защите, а также в центре по идентификации и оказанию помощи жертвам торговли людьми, согласно Закону № 746/2011, по заявлению администрации центра или Миграционной службы Финляндии.

Контролёры правопорядка, назначенные в помощь полиции или Пограничной охране, не обладают правом задержания либо правом отказа в допуске. Они должны являться сотрудниками предприятия, имеющего лицензию на охранную деятельность, состоять с ним в трудовых отношениях, иметь действующее удостоверение контролёра правопорядка, а также пройти базовую подготовку частного охранника . Во время исполнения служебных обязанностей контролёр обязан иметь при себе соответствующее удостоверение.